# Associazione Calcio Treviso 1948-1949
Questa voce raccoglie le informazioni riguardanti l'Associazione Calcio Treviso nelle competizioni ufficiali della stagione 1948-1949.

## Stagione
I biancocelesti, allenati dal grande Umberto Visentin III, arriva terzo a soli 4 punti dall'Udinese, promosso in Serie B, che il Treviso riesce a battere sia all'andata (perentorio 3-0 a Udine) che al ritorno (1-0 al comunale).
Il neo-acquisto Alvaro Zian, dalla Cremonese, è autore di 21 gol in 35 partite, mentre a gennaio ritorna Eros Burattini, che realizza 19 gol in 22 partite.

## Rosa
| N. |                   | Ruolo | Calciatore       |
| -- | ----------------- | ----- | ---------------- |
|    | Italia (bandiera) | C     | Mariano Bassetto |
|    | Italia (bandiera) | C     | Amorino Bearzi   |
|    | Italia (bandiera) | A     | S. Bellini       |
|    | Italia (bandiera) | D     | Mario Boldi      |
|    | Italia (bandiera) | A     | Nereo Burattini  |
|    | Italia (bandiera) | A     | Emilio Capri     |
|    | Italia (bandiera) | C     | L. De Pol        |
|    | Italia (bandiera) | D     | Erminio Favaro   |
|    | Italia (bandiera) | P     | Luigi Geatti     |

| N. |                   | Ruolo | Calciatore      |
| -- | ----------------- | ----- | --------------- |
|    | Italia (bandiera) | A     | D. Manenti      |
|    | Italia (bandiera) | D     | Antonio Mion    |
|    | Italia (bandiera) | D     | Ivone Nicoletti |
|    | Italia (bandiera) | C     | D. Paccagnella  |
|    | Italia (bandiera) | C     | Bruno Ruzza     |
|    | Italia (bandiera) | D     | Alfredo Schiavo |
|    | Italia (bandiera) | A     | Alvaro Zian     |
|    | Italia (bandiera) | D     | Giancarlo Zorzi |

## Statistiche

### Statistiche di squadra
| Competizione | Punti | In casa | In casa | In casa | In casa | In casa | In casa | In trasferta | In trasferta | In trasferta | In trasferta | In trasferta | In trasferta | Totale | Totale | Totale | Totale | Totale | Totale | DR  |
| Competizione | Punti | G       | V       | N       | P       | Gf      | Gs      | G            | V            | N            | P            | Gf           | Gs           | G      | V      | N      | P      | Gf     | Gs     | DR  |
| ------------ | ----- | ------- | ------- | ------- | ------- | ------- | ------- | ------------ | ------------ | ------------ | ------------ | ------------ | ------------ | ------ | ------ | ------ | ------ | ------ | ------ | --- |
| Serie C      | 50    | ?       | ?       | ?       | ?       | ?       | ?       | ?            | ?            | ?            | ?            | ?            | ?            | 38     | 22     | 6      | 10     | 67     | 47     | +20 |
| Totale       |       | ?       | ?       | ?       | ?       | ?       | ?       | ?            | ?            | ?            | ?            | ?            | ?            | 34     | 8      | 14     | 12     | 36     | 47     | -11 |